# Comtat de Casp
El Comtat de Casp és un títol nobiliari espanyol creat el 24 de desembre de 1878 pel rei Alfons XII a favor d'Eulogio Despujol y Dusay, Ferrer de Sant Jordi y Fivaller (Barcelona, 11 de març de 1834 - Riba-roja de Túria, 18 d'octubre de 1907), militar, polític i governador colonial espanyol. Capità General de Castella la Nova, de València i de Catalunya, Senador vitalici.
El rei Alfons XII li va atorgar aquest títol per la seva destacada participació en la tercera guerra carlista, i especialment per la victòria obtinguda a Casp. Va ser successivament governador de Puerto Rico, de les Filipines, capità general de València i de Catalunya;
diputat del congrés per la província de Puerto Rico en les eleccions generals espanyoles de 1884,
senador vitalici des de 1896 i per dret propi en 1903.
Era fill de José María Despujol i Ferrer de Sant Jordi, IV comte de Fonollar i IV marquès de Palmerola, d'una noble i coneguda família de Les Masies de Voltregà, Vic, Catalunya.
L'actual titular, des de 2003, és María Luisa Despujol i Ruíz-Jiménez, V comtessa de Casp.

## Armes
De gules, un mont floronat d’or. La bordura de peces d’or.

## Comtes de Casp
|                                    | Titular                                                   | Període                            |
| Creació en 1878 pel rei Alfons XII | Creació en 1878 pel rei Alfons XII                        | Creació en 1878 pel rei Alfons XII |
| ---------------------------------- | --------------------------------------------------------- | ---------------------------------- |
| I                                  | Eulogio Despujol y Dusay, Ferrer de Sant Jordi y Fivaller | 1878-1907                          |
| II                                 | Ignacio Despujol y Rigalt                                 | 1907-1913                          |
| III                                | Ignacio Despujol y Trenor                                 | 1913-1965                          |
| IV                                 | Ricardo Despujol y Trenor                                 | 1966-2000                          |
| V                                  | María Luisa Despujol y Ruíz-Jiménez                       | 2003-actualitat                    |

## Història dels Comtes de Casp
- Eulogio Despujol y Dusay, Ferrer de Sant Jordi y Fivaller (Barcelona, 11 de març de 1834 — Riba-roja de Túria, 18 d'octubre de 1907), I comte de Casp, Capità General de Castella la Nova, de València i de Catalunya, Senador vitalici.

1. Va casar amb Leonor Rigalt i Muñiz, dama de María Luisa. De la seva unió, van néixer dos fills: Ignacio Despujol i Rigalt, que segueix; i Caridad Despujol i Rigalt, I comtessa de Montornés.

Li va succeir,en 1907, el seu fill primogènit:
- Ignacio Despujol y Rigalt, (Santiago de Cuba, 9 de febrer de 1863 — València, 1913), II comte de Casp, Enginyer de Camins, Canals i Ports (1887); membre del Partit Conservador, Diputat a Corts per Quebradillo (Puerto Rico) en les eleccions generals de 1891 i per Gandia en les de 1903.

1. Va casar amb Isabel Trenor y Palavicino. D'aquest matrimoni van néixer Ignacio (que segueix); Desemparats; i Leonor Despujol y Trénor.

El va succeir, el 4 de novembre de 1913, el seu fill:
- Ignacio Despujol y Trenor (València, 1 de juliol de 1893 — ?, 1965), III comte de Casp, Capità de cavalleria.

1. Va casar, en 1919, amb María Isabel Trenor y de Sentmenat, primera seva, filla de Ricardo Trénor y Palavecino, marquès de Mascarell de Sant Joan i de Dolores de Sentmenat i Sentmenat. D'aquest matrimoni van néixer vuit fills: Ignacio (mort en 1936 durant la Guerra Civil, María Isabel, Ricardo (que segueix), María Luisa, Federico, José, Jaime, i Eulogio Despujol i Trénor.

El va succeir, el 25 de febrer de 1966, el seu segon fill:
- Ricardo Despujol y Trenor (†2000), IV comte de Casp.

1. María Luis Ruíz-Jiménez Cabello.

El va succeir, el 23 de maig de 2003, su hija:
- María Luisa Despujol y Ruíz-Jiménez, V comtessa de Casp.

Actual titular.